# Esbjergmotorvejen
Autostrada M52 (duń. Esbjergmotorvejen) - autostrada biegnąca ze wschodu na zachód od węzła Kolding-Vest, gdzie krzyżuje się z autostradą M50, do Esbjerg, gdzie kończy swój bieg w porcie promowym.
Autostrada oznakowana jest jako E20.

## Odcinki międzynarodowe
Droga na całej długości jest częścią trasy europejskiej E20.